# Schlacht bei Köthen
Die Schlacht bei Köthen war eine militärische Auseinandersetzung zwischen dem Grafen Otto von Ballenstedt und Slawen am 9. Februar 1115 bei Köthen südlich der mittleren Elbe im späteren Anhalt. Es war die älteste erhaltene chronikalische Erwähnung des Ortes.

## Vorgeschichte
Otto von Ballenstedt hatte durch Erbschaften und eigene Erwerbungen größere Gebiete westlich der Elbe und Saale bis zum Ostharz als Allodialbesitz erhalten können.
1112 wurde er durch Kaiser Heinrich V. zum Herzog von Sachsen erhoben, verlor diese Funktion aber alsbald wieder im Zuge eines Ausgleichs zwischen dem Kaiser und Herzog Lothar von Süpplingenburg.
Am 11. Februar 1115 fand eine Schlacht am Welfesholz zwischen ostsächsischen Adligen unter Lothar und Truppen des Königs statt, an der Otto wahrscheinlich nicht teilnahm.

## Schlacht bei Köthen
Am 9. Februar 1115 siegte Otto von Ballenstedt in einer Schlacht bei einem Ort namens Cothene mit 60 Mann (Helmen) gegen 2.800 Slawen (Wenden).
Diese kurze Nachricht wird in mehreren mittelalterlichen Chroniken gegeben. Die Hintergründe und  Zusammenhänge sind unbekannt. Es ist die erste Nachricht über eine Handlung Ottos östlich der Saale. Wahrscheinlich war dieses Gebiet zu dieser Zeit unter slawischer Kontrolle. In den Urkunden und Chroniken jener Zeit wurde es nicht erwähnt.

## Folgen
Seit diesem Zeitpunkt blieb das Gebiet um Köthen, dann Coswig, Roßlau und Zerbst im Besitz Ottos und seiner Nachkommen. Es war das erste Territorium östlich der Elbe in der ehemaligen Nordmark, das unter deutsche Kontrolle kam. Es wurde Bestandteil des Fürstentums Anhalt, das die Askanier bis 1918 beherrschten.

## Spätere Geschichtsschreibung
Seit dem 16. Jahrhundert wurde die Schlacht bei Köthen in historiographischen Darstellungen ausgeschmückt, teils mit höheren Teilnehmerzahlen, sowie mit weiteren Details. So wurde die Stärke von Ottos Truppe etwa auf 70 Ritter und 600 Gewappnete geschätzt. Außerdem wären die Slawen (Wenden) vorher bei Aken in westelbisches Gebiet eingedrungen und hätten es teilweise (sogar das Schloss Bernburg) verwüstet, und sie wären Kaiser Heinrich gegen die ostsächsischen Fürsten zu Hilfe gekommen. Ob diese Angaben den tatsächlichen Hintergründen entsprachen oder erfunden wurden, ist heute nicht mehr festzustellen. Sie rechtfertigten aber in jedem Fall das Handeln Ottos, der möglicherweise mit ausschließlich expansionistischen Zielen über die Elbe gezogen war, und schufen damit eine Begründung für die askanische Herrschaft in diesem Gebiet.